# Детская городская клиническая больница № 13 имени Н. Ф. Филатова
Детская городская клиническая больница № 13 имени Н. Ф. Филатова (ГБУЗ «ДГКБ им. Н. Ф. Филатова ДЗМ») — одна из ведущих детских больниц в Москве, на территории которой расположены кафедры педиатрического факультета Медицинского университета имени Н. И. Пирогова. Это была первая в Москве и вторая в России детская больница; до 1876 года она была единственной детской больницей в Москве.

## История

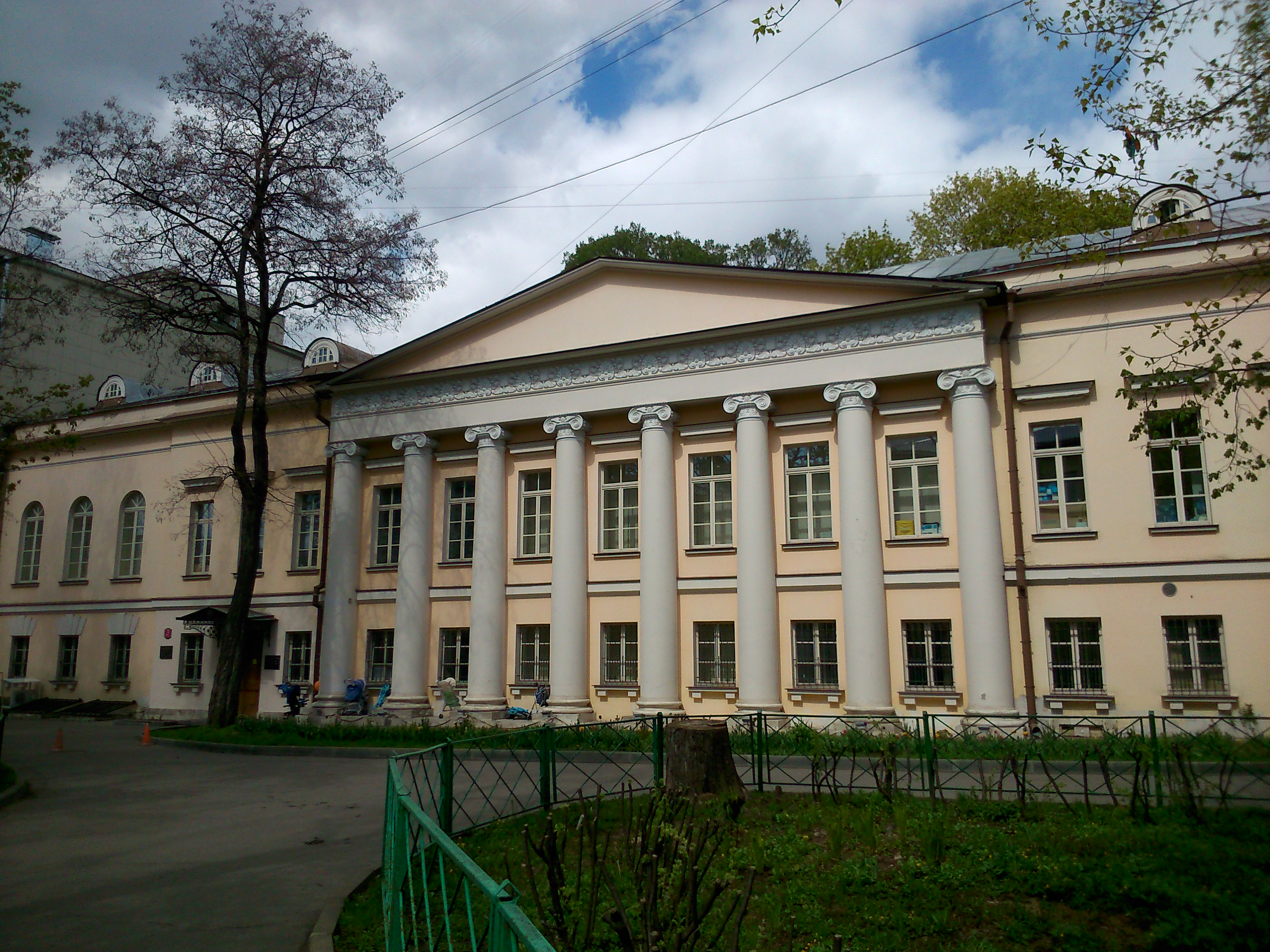
Здание, в котором располагается администрация больницы. Памятник архитектуры конца XVIII — первой трети XIX в. «Городская усадьба Небольсиной»

В 1835 году в Санкт-Петербурге была открыта первая в России детская больница (ныне — Детская клиническая больница № 5 имени Н. Ф. Филатова). Высокая детская смертность побудила московскую общественность и врачей обратиться к московскому генерал-губернатору Д. В. Голицыну с просьбой об открытии и в Москве детской больницы. В своей докладной записке московским властям А. С. Кроненберг отмечал: «В 1832 году родилось 4594 мальчика, из них умерло 1081, то есть одна четверть». Благодаря его содействию было получено высочайшее разрешение на сбор денег от благотворителей, разработан и утверждён устав.
Под больницу на Малой Бронной за 30 тысяч рублей серебром была куплена усадьба вдовы генерал-лейтенанта С. В. Неклюдова, Анны Николаевны, в том числе знаменитый Дом Неклюдовой (ул. Малая Бронная, 15Б). Под нужды больницы владение было перестроено по проекту архитектора М. Д. Быковского. Больница была рассчитана на 100 кроватей; на третьем этаже была оборудована церковь во имя Св. Татианы, в память Татьяны Васильевны Голицыной, скончавшейся супруги генерал-губернатора. Открытие больницы состоялось 6 (18) декабря 1842 года.
Первым главным доктором стал Андрей Станиславович Кроненберг, который был автором записки Д. В. Голицыну об устройстве больницы в Москве по образцу Петербургской; в 1862 году его сменил Леонид Григорьевич Высотский. Затем должность главного директора занимали: Николай Алексеевич Тольский (в 1870—1874), Егор Арсеньевич Покровский (в 1874—1894), Николай Викентьевич Яблоков (в 1897—1904), Дмитрий Егорович Горохов (в 1904—1911).
В 1845 году больница была причислена к ведомству учреждений Императрицы Марии и получила название «Детская больница Московского воспитательного дома». С 1846 года здесь стали проводиться занятия для студентов медицинского факультета Московского университета.
После большого пожара в 1883 году, больница была закрыта (осталось только амбулаторное отделение). Спустя некоторое время, в 1885 году, после смерти своей матери, князь Александр Алексеевич Щербатов отдал для больницы владение на Садовой-Кудринской улице. Официальное открытие новой детской Софийской больницы состоялось спустя 12 лет, 12 ноября 1897 года. К этому времени у больницы появилась паровая механическая прачечная и собственная электростанция. Работы по перестройке усадьбы в больницу выполнялись под руководством А. С. Каминского; к главному зданию усадьбы было пристроено правое крыло, на территории больницы появилась амбулатория и церковь. В 1890 году здание на Малой Бронной было продано Виктору Николаевичу Гиршу.
С 14 ноября 1897 года начало свою деятельность хирургическое отделение больницы. «Появление особого хирургического корпуса в детской больнице в те времена было явлением исключительным».
В 1922 году больнице было присвоено имя Н. Ф. Филатова, который работал в «Бронной больнице», а затем консультировал в Софийской (одновременно с работой в Хлудовской лечебнице), вплоть до своей смерти в 1902 году. В 1930 году в отделениях больницы начали работать кафедры педиатрии и детской хирургии. созданного, впервые в мировой практике, факультета охраны материнства и детства; в 1931 году больница стала клинической базой педиатрического факультета 2-го Московского медицинского института.
В годы Великой Отечественной войны в больнице был размещён эвакогоспиталь № 5006. В послевоенные годы здесь работал профессор В. А. Михельсон (1930—2009), один из создателей детской анестезиологии-реаниматологии. Здесь сформировалась советская школа детских хирургов, которой руководил С. Д. Терновский, затем Ю. Ф. Исаков.
В 1960 году во дворе больницы установлен памятник Нилу Филатову. Авторами проекта являются скульптор Д. П. Шварц и архитектор Ю. Я. Сосенко.

## Источник
- Первая в Москве детская больница. Дата обращения: 4 декабря 2015. Архивировано из оригинала 8 декабря 2015 года.